# Botanischer Garten Hantam

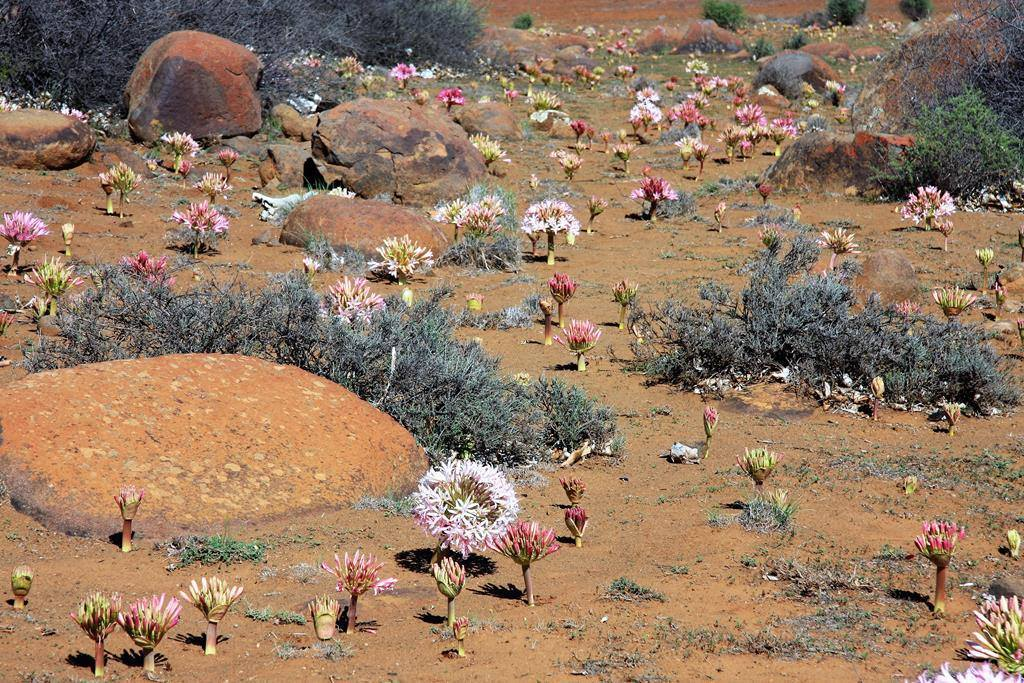
Blühende Brunsvigien im Botanischen Garten Hantam

Der Botanische Garten Hantam (HNBG; englisch Hantam National Botanical Garden) bei Nieuwoudtville in der Provinz Northern Cape gehört zu den staatlichen botanischen Gärten Südafrikas, die vom South African National Biodiversity Institute (SANBI) als Forschungs- und Bildungseinrichtungen unterhalten werden.

## Entwicklung
Die Geschichte des botanischen Gartens hat ihre Wurzeln in der Farm Katlaagte, die von schottischen Einwanderern um 1883 angelegt wurde. Die Farmhausgruppe der Familie MacGregor, die 1929 errichtet wurde, ist mit geringen Veränderungen erhalten geblieben. Der Entwurf zum Gebäude stammt vom schottischen Architekten John Lyon, der Schwiegervater des Farminhabers Gordon MacGregor.
Zu Ehren der Farmersfrau Helen Lyon und zur Erinnerung an die schottischen Familienwurzeln wurde die Farm in Glenlyon umbenannt. Deren Sohn Neil heiratete 1968 Neva Jankowitz aus Germiston. Beide begründeten auf der Farm einen anhaltenden Ökotourismus, indem sie „Blumentouren“ anboten, die in wachsender Zahl inländische und internationale Besucher anzogen. Dazu mietete die Farmersfamilie den einzigen in Nieuwoudtville verfügbaren Bus. Schließlich kam es zu einem dreijährigen Entwicklungsprogramm unter der wissenschaftlichen Leitung von John Donaldson aus Kirstenbosch. Mit diesem Conservation Farming Project entstanden Kenntnisse über Varianten einer an Nachhaltigkeitsprinzipien orientierten Landnutzung durch Farmbetriebe unter Berücksichtigung einer Balance mit den sensiblen Ökosystemen auf deren Areal. Indessen entwickelten sich die Ökotouren der Farm Glenlyon so erfolgreich, dass 1991 ein eigener Bedford-Bus mit 25 Sitzen angeschafft wurde. Wenige Zeit später kaufte die Farm einen größeren Bus mit 45 Sitzen, der von einem Traktor gezogen werden musste.
Im Jahre 1991 kam es im Zusammenhang mit der Verfilmung von The Private Life of Plants zum Kontakt mit der BBC Natural History Unit. In 1993 gab es hier reiche Regenfälle, die es dem Filmteam infolge der gedeihenden Vegetation ermöglichten, dreieinhalb Wochen auf der Farm zu weilen. David Attenborough kam im Januar 1994 mit dem Filmteam zurück, um Aufnahmen während der Trockenzeit anzufertigen. Die wachsende Bekanntheit der Farm führte auch zu einem Besuch des Direktors von Kew Gardens Sir Ghillean Prance. Sie wurde zudem über die Landesgrenzen hinaus ein Projektziel für Schulen und Universitäten.
Weil die bisherige Eigentümerfamilie ihren landwirtschaftlichen Betrieb nicht weiterführte, kam es im Oktober 2007 zum Ankauf der Farm Glenlyon durch das South African National Biodiversity Institute. Der Kauf erfolgte mit Mitteln mehrerer Institutionen, dem Department of Environmental Affairs and Tourism (DEAT), Conservation International (CI), dem Global Conservation Fund (GCF) und mit Hilfe des Leslie Hill Succulent Karoo Trust durch den World Wide Fund for Nature (WWF, South Africa). Die Errichtung des botanischen Gartens als staatliche Institution wurde 2008 durch den zuständigen Minister Marthinus van Schalkwyk  auf Basis einer amtlichen Mitteilung im nationalen Gesetzblatt erklärt.

## Lage und Struktur
Der botanische Garten liegt südöstlich, nahe der Stadt Nieuwoudtville in der Lokalgemeinde Hantam, nach der er benannt ist. Die etwa 6230 Hektar große Anlage verfügt über neun thematische Wegführungen, die an Pflanzenstandorten mit spezifischen Lebensbedingungen und Bodentypen vorbeiführen. Der botanische Garten erstreckt sich auf einer Höhe von etwa 730 Metern über dem Meeresspiegel in einer von bizarren Felsgruppen geprägten, ansonsten flachwelligen Landschaft.
Die drei ältesten Gebäude, deren Erbauungszeitpunkt in der ersten Hälfte des 20. Jahrhunderts liegt, werden als denkmalpflegerisch wertvolle, regionaltypische Bauten und als Beispiele anspruchsvoller Steinmetzarbeit eingeschätzt. Im ehemaligen Wohngebäude der Farmbesitzer wurde die neue Verwaltung des Hantam National Botanical Garden eingerichtet.
Das Areal bietet in drei Jahreszeiten eine vielfältige und farbenintensive Bodenvegetation, im Frühling, Herbst und im Winter. Über 80 Pflanzenarten sind endemisch und stammen aus dem Bokkeveld-Plateau. Insgesamt beherbergt das Territorium des botanischen Gartens mehr als 1350 Pflanzenarten. Im Gebiet des Areals sind 150 Vogelarten anzutreffen. Zudem sind einige Säugetierarten hier beheimatet, wie das Südafrikanische Stachelschwein.
Für die Besucher wird auf das Verhältnis zwischen Pflanzengemeinschaften und den geologischen, besonders der bodenkundlichen Voraussetzungen verwiesen. Dwyka-Tillite und die aus deren Verwitterungsprodukten hervorgegangenen grauen und gelben Böden (Vaalgrond) haben zur Entwicklung des hier geschützten Bioms signifikant beigetragen. Die Vegetationsgemeinschaft wird traditionell als Renosterveld bezeichnet und ist jedoch in Südafrika durch lang anhaltende landwirtschaftliche Flächennutzung nur noch fragmentarisch erhalten geblieben. Die durch magmatische Prozesse gebildeten Doleritgesteinskörper hinterließen nach Freilegung durch Verwitterung von Deckschichten einzeln sichtbare Felsvorkommen, die durch jüngere Verwitterungsprozesse in teilweise spektakulär anmutende Gruppen und Geröllfelder zerfallen sind.

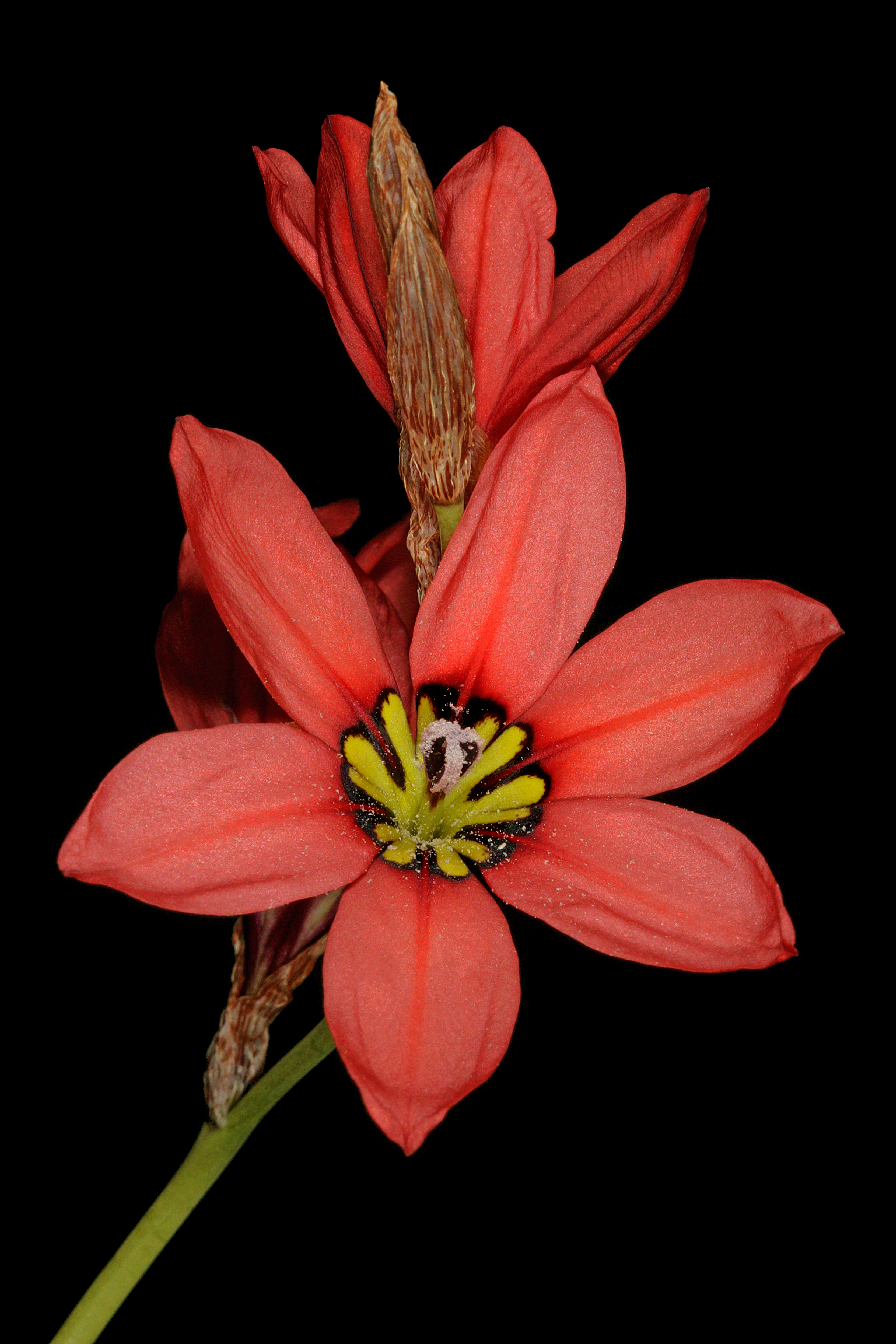
Sparaxis pillansii
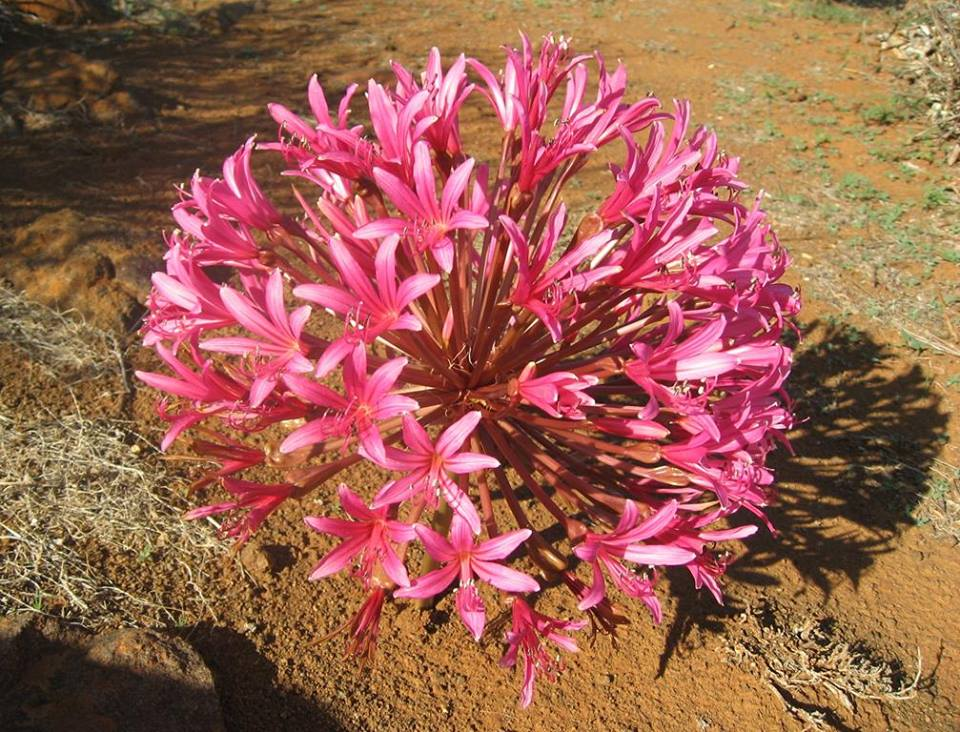
Brunsvigia bosmaniae
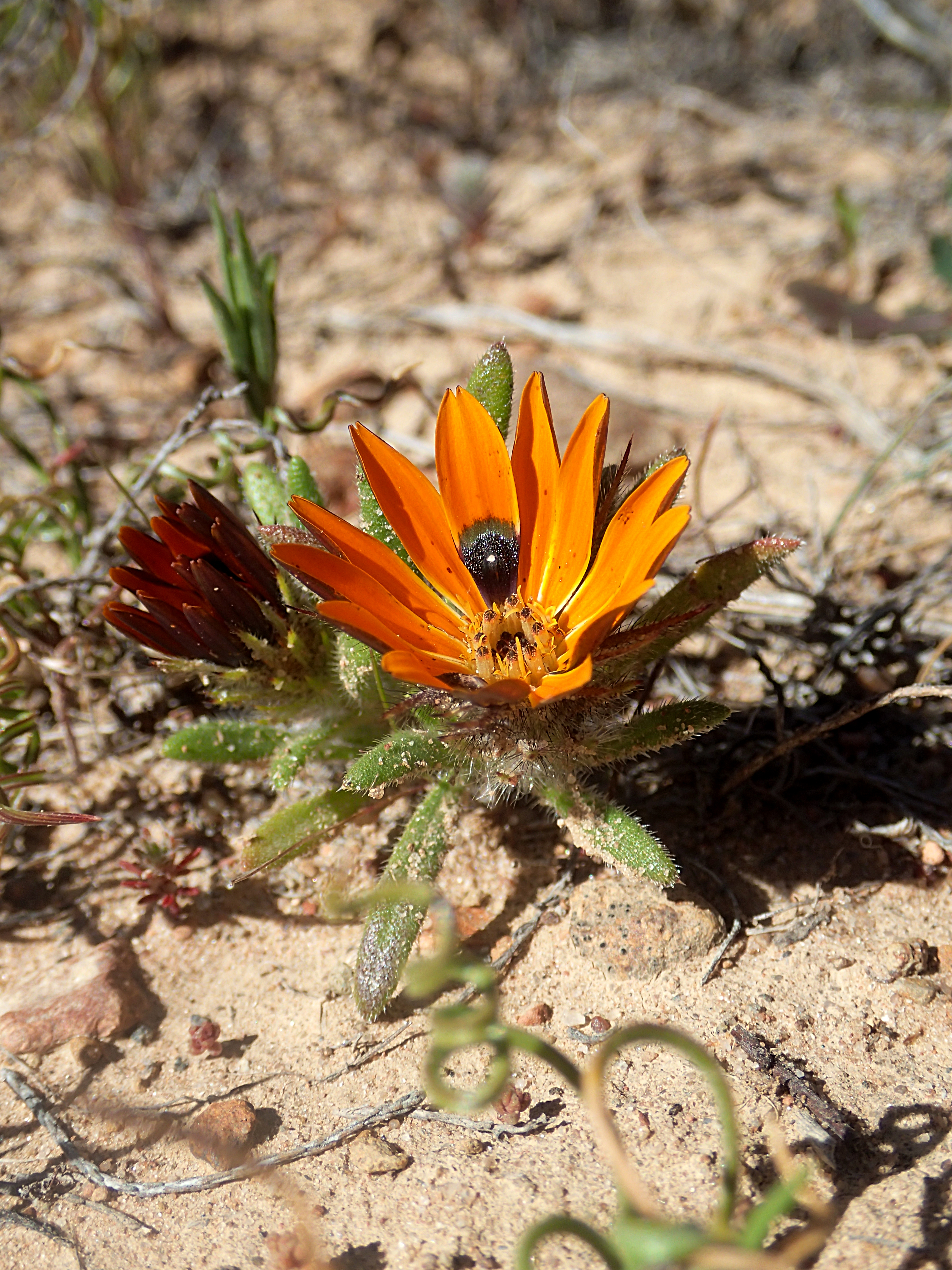
Gorteria diffusa
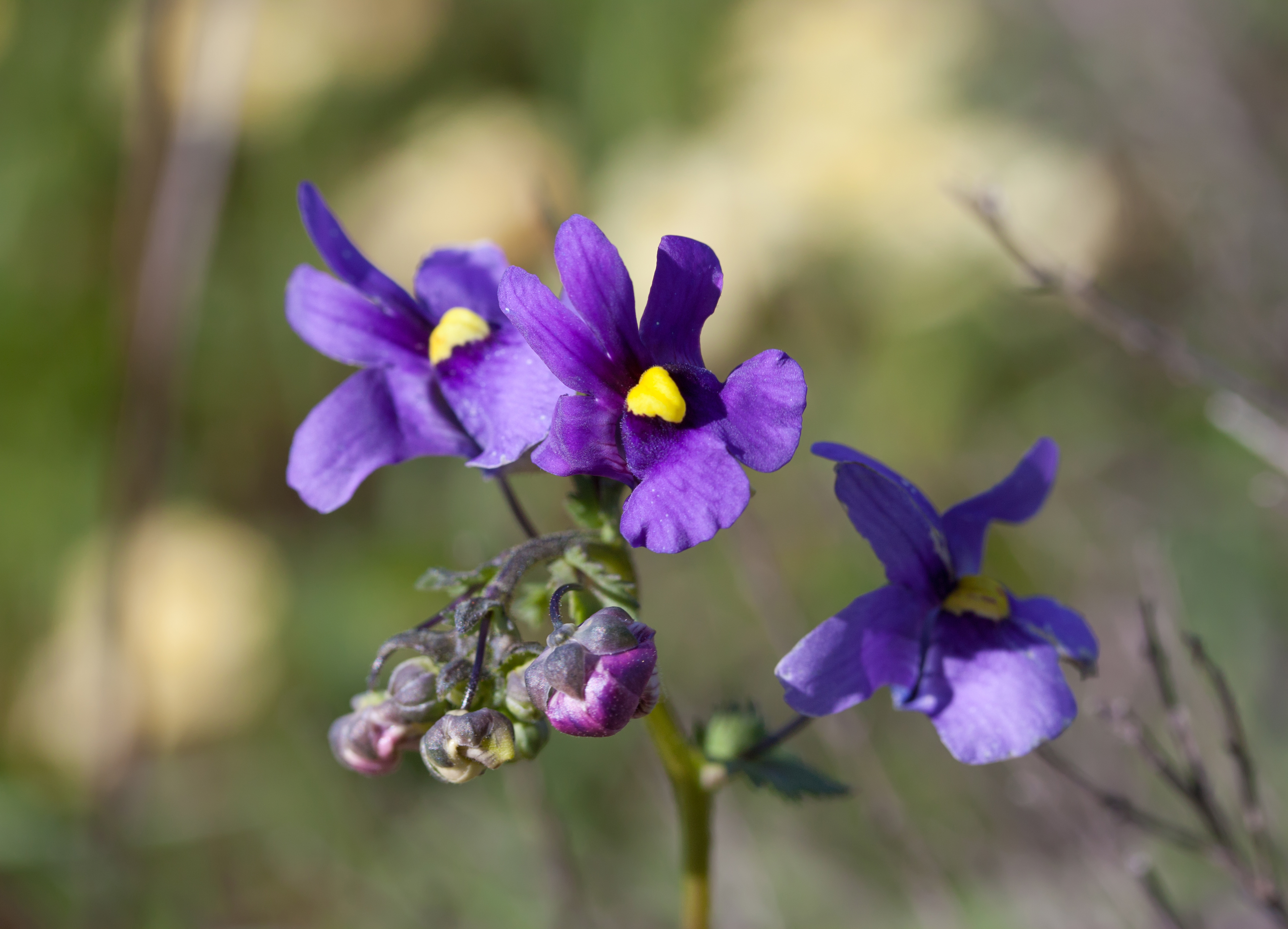
Nemesia fruticans
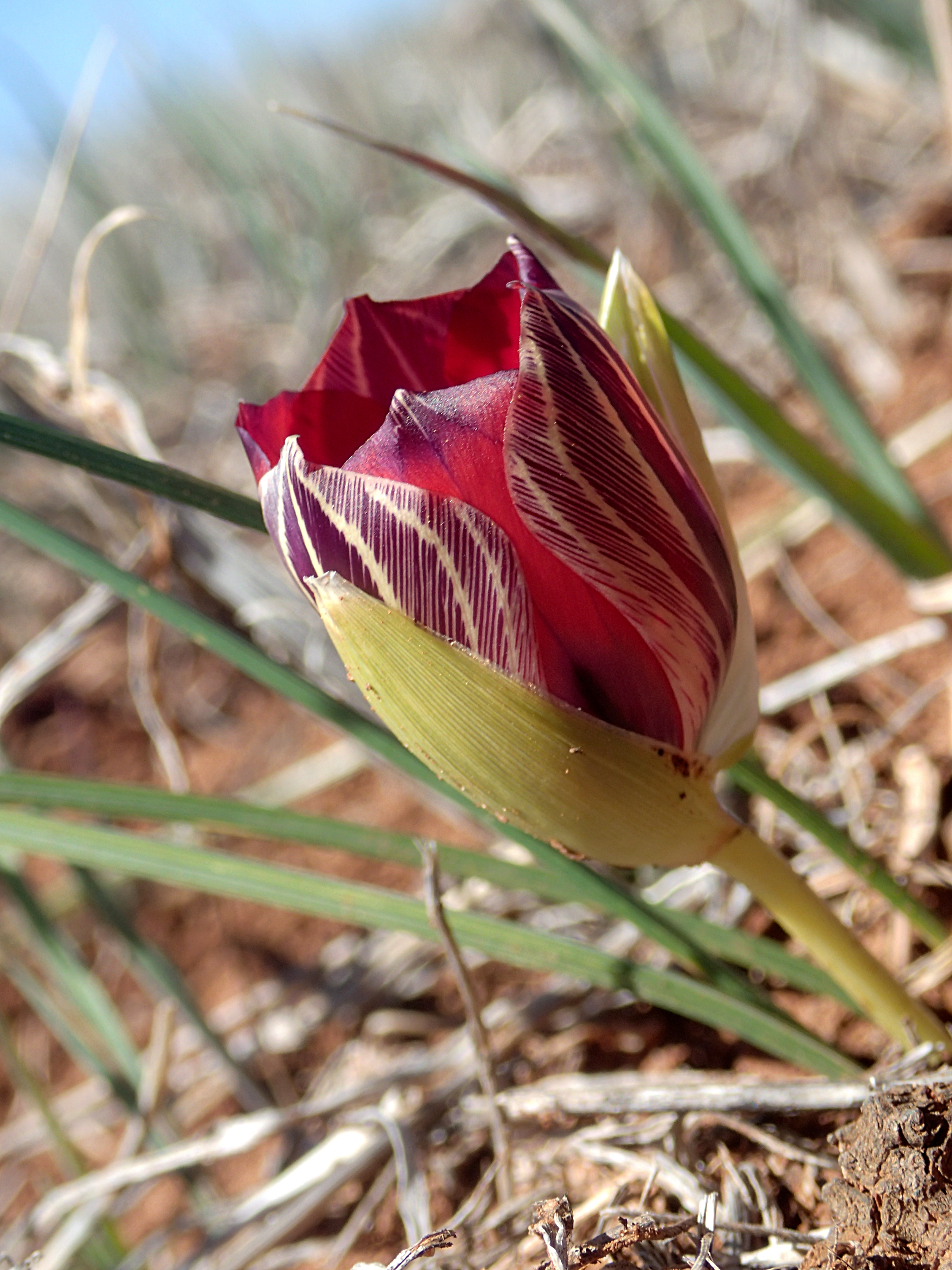
Romulea monadelpha
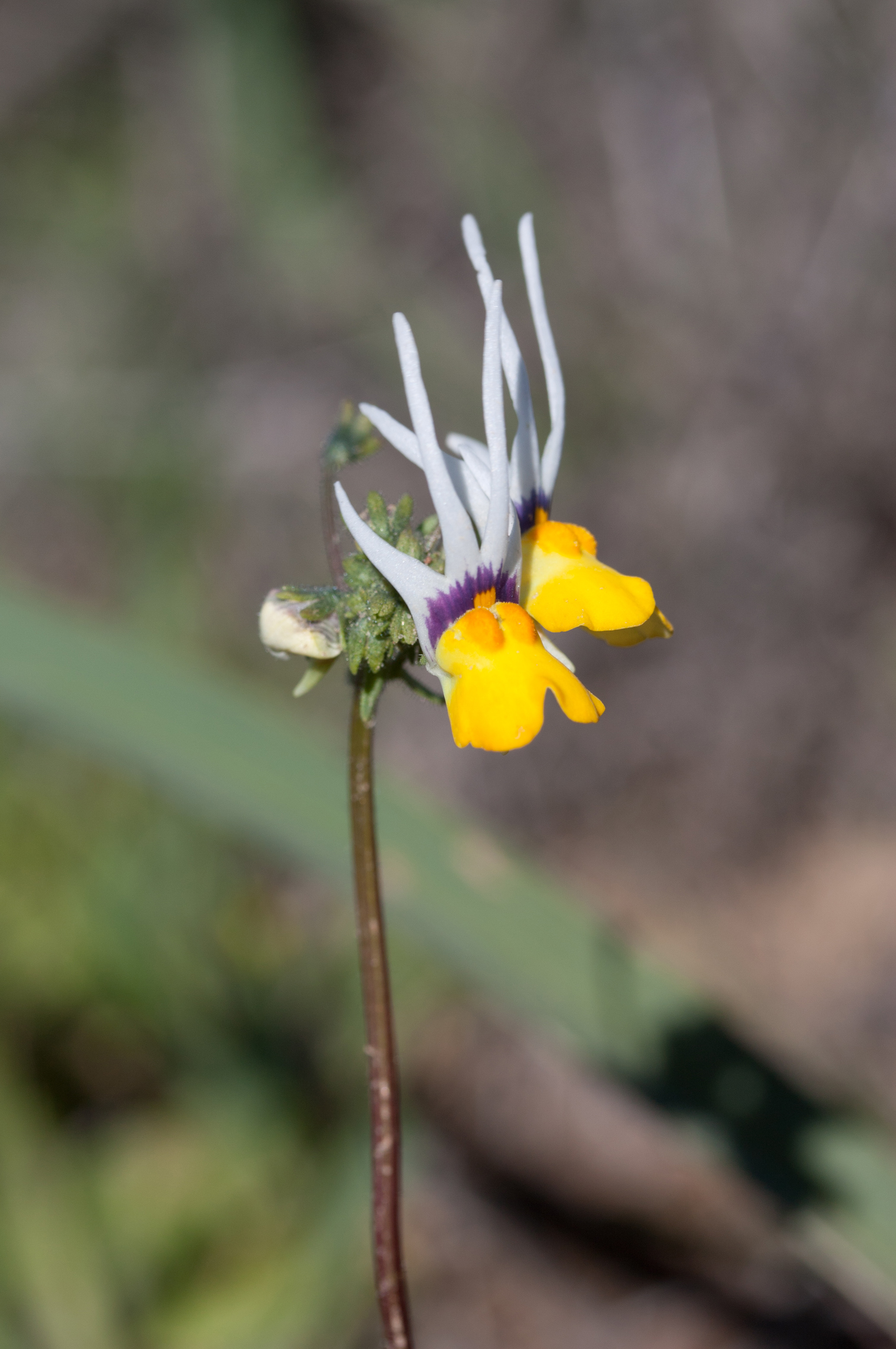
Nemesia cheiranthus
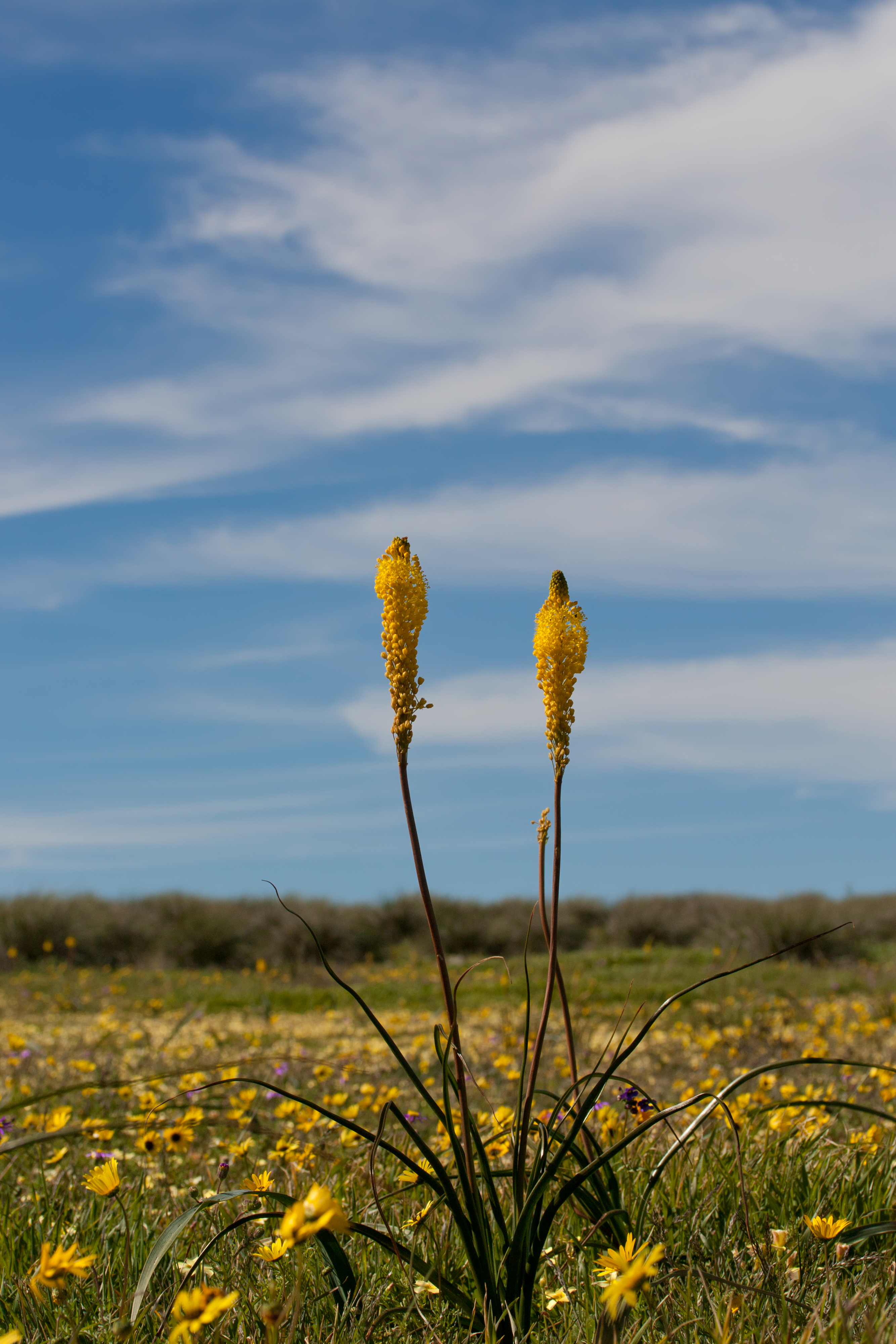
Bulbinella elegans
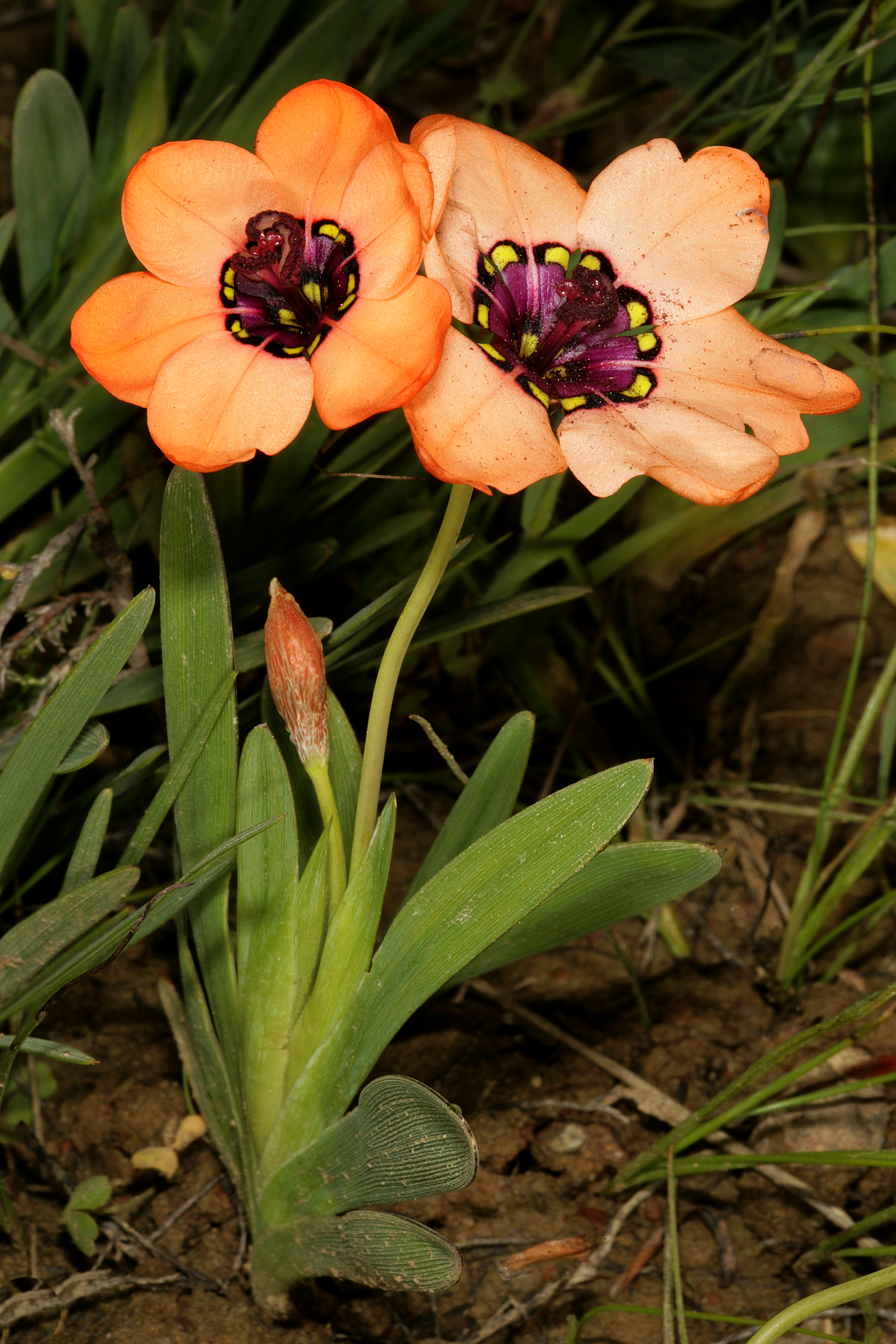
Sparaxis elegans

Auf dem Gebiet des botanischen Garten treten zwei Vegetationstypen des Bioms Fynbos und eine weitere auf: Nieuwoudtville Shale Renosterveld, Nieuwoudtville-Roggeveld Dolerite Renosterveld sowie Hantam Succulent Karoo. Der Artenreichtum der Region ist von weltweiter Bedeutung.
Die seit 2015 einsetzende Dürrekatastrophe im östlichen und südlichen Afrika beeinflusste auch den Lebensraum im Botanischen Garten Hantam stark. Es kam zu Trockenschäden an Bodenpflanzen und Gehölzen sowie zu damit verbundenen Folgen für die betroffene Tierwelt.

## Verkehrsinfrastruktur
Der Botanische Garten Hantam ist über die Nationalstraße R27, von der in Nieuwoudtville eine Regionalstraße in Richtung des Flusslaufes Oorlogskloof abzweigt, erreichbar. Die Stadt verfügt auch über einen kleinen regionalen Flugplatz (Nieuwoudtville Airfield).